# 2762 Fowler
2762 Fowler è un asteroide della fascia principale. Scoperto nel 1981, presenta un'orbita caratterizzata da un semiasse maggiore pari a 2,3313992 UA e da un'eccentricità di 0,1521180, inclinata di 4,70311° rispetto all'eclittica.